# Романенкина
Романенкина — деревня в Заларинском районе Иркутской области России. Входит в состав Мойганского муниципального образования. Находится примерно в 21 км к юго-западу от районного центра.

## Население
По данным Всероссийской переписи, в 2010 году в деревне проживало 275 человек (133 мужчины и 142 женщины).